# Jorge Arce
Pour les articles homonymes, voir Arce.
Jorge Arce est un boxeur mexicain né le 27 juillet 1979 à Los Mochis.

## Carrière
Passé professionnel en 1996, il devient champion du monde des poids mi-mouches WBO en 1998 et WBC en 2002 puis s'empare du titre vacant WBO des super-mouches le 30 janvier 2010 aux dépens d'Angky Angkota. Arce laisse cette ceinture vacante en avril afin de poursuivre sa carrière dans les catégories de poids supérieures. Le 7 mai 2011, il bat au 12e round Wilfredo Vazquez Jr. et remporte la ceinture WBO des super-coqs.
Arce conserve son titre par KO au 4e round le 24 septembre 2011 aux dépens de Simphiwe Nongqayi puis le laisse à nouveau vacant le 18 novembre 2011 pour combattre une seconde fois Angkota dans un championnat du monde WBO des poids coqs. Il l'emporte aux points le 26 novembre et devient ainsi champion dans une 4e catégorie. Délaissant rapidement ce titre sans le défendre, il monte à nouveau de catégorie mais s'incline cette fois par KO à la 3e reprise contre le champion WBO des super-coqs, Nonito Donaire.